# Biljke
Biljke (lat. Plantae) su glavna grupa koja sadrži 642 porodice i 17.020 rodova/genera (bez algi), uključujući i organizme kao drveće, cvijeće, bilje i paprati.
Aristotel je podijelio sve žive stvari među biljkama, koje se ne miču ili imaju osjetljive organe i životinje. U sustavu podjele po Linnaeusu oni postaju: biljke – carstvo Vegetabilia (kasnije Plantae) – i životinje – Animalia. Nakon toga postalo je jasno da carstvo Plantae sadrži nekoliko međusobno povezanih grupa zajedno s gljivama i nekoliko vrsta alga koje su uvrštene u novo carstvo. 
Bez obzira na to one se i dalje često smatraju biljkama u mnogim kontekstima. 
Doduše, svaki pokušaj da se biljke smjesti u samostalnu grupu doživio je neuspjeh, zbog toga što su biljke nejasno definirane prema pravilima koja postavlja moderna klasifikacija (sistematika).
Prema Kew Gardensu, postoje 342.953 vaskularne biljne vrste (biljke koje mogu prenositi hranjive tvari i vodu). Zatim postoje biljke koje nemaju krvožilni sustav, poput mahovina i lišajeva, kojih ima 22.750 vrsta. Konačno, alge ili morske trave broje oko 22.000.
Zbrajanje ovih zajedno čini ukupno 387.703 priznate biljne vrste, ali sa sve više otkrivenih svake godine (broj stalno raste).

## Embriofiti (Embryophytes)
Najpoznatija višestanična vrsta biljki je embriofit. Ona uključuje vaskularne biljke, skupinu biljaka koje imaju lišće, stabljike i korijenje. Isto tako uključuje i nekoliko biljaka koje su u njihovom bliskom srodstvu, često ih nazivamo briofitima.
Sve ove biljke imaju komplekse stanica sa zidovima stanica sastavljenim od celuloze i većina od njih crpi svoju energiju pomoću procesa fotosinteze, pritom koristeći sunčevu svjetlost i ugljični dioksid za sintezu hrane.
Preko 300 vrsta biljaka ne vrši fotosintezu. Takve biljke nazivamo parazitima koje žive na drugim vrstama biljaka koje se služe fotosintezom.
Biljke su nastale od zelenih algi, od kojih su evoluirale tako da su razvile specijalne reproduktivne organe zaštićene od nereprodukcije tkiva.
Vrsta briofiti se prvi put pojavila u doba ranog Paleozoika. Vrsta može preživjeti samo gdje je vlaga dostupna većinu vremena, iako mnoge vrste toleriraju i vrijeme suše. Mnoge vrste briofita ostaju male kroz svoj životni vijek. 
Vaskularne biljke imaju takav broj prilagodbi koji im je omogućio svladati ograničenja koja imaju briofiti. To uključuje dobar otpor suši i vaskularno tkivo koje transportira vodu kroz organizam. 
Prvo primitivno sjeme biljaka – sjeme paprati.
Sjeme nekih biljaka može preživjeti ekstremne vremenske uvjete i razmnožavati se u njima.
Biljkama je potrebna sunčeva svjetlost i toplina, voda i tlo da bi se mogle razvijati i živjeti.
Za stvaranje hrane im je potrebna voda, ugljični dioksid, sunce.
Dijelovi biljke su: tučak, latice, prašnici, stabljika, lapovi, korijen, plod, cvijet i list. Listovi biljkama omogućuju samostalno stvaranje hrane. Pomoću korijenja ona dobiva minerale i vodu, dok ih stabljika prenosi do dijelova biljke. Cvijet omogućuje njezino razmnožavanje.

## Gljive i alge
Alge čine grupu koju sačinjavaju različiti organizmi, a koji crpe energiju procesom fotosinteze.
One nisu smještene u carstvo biljaka.
Postoje i druge vrste algi koje uključuju i jednostanične organizme koji se sastoje od stanica bez različitoga tkiva.
Embriofiti su potekli od zelenih algi. Izuzev nekoliko zelenih algi, sve među njima imaju zidove stanica koje sadrže celulozu i kloroplaste koji sadrže klorofil a i b i tako stvaraju energiju.
Kloroplasti zelenih algi su okruženi s dvije membrane, što sugerira da su potekle direktno od Cyanobacteria. 
Isto tako je i s crvenim algama, i za dvije grupe se vjeruje da imaju zajedničko porijeklo.
Suprotno tome mnogo drugih algi ima kloroplaste s tri ili četiri membrane.
One nisu u bliskom srodstvu sa zelenim algama, zasebno stjecanje kloroplasta je simbol zelenih i crvenih algi.
Za razliku od embriofita i algi, gljive ne vrše fotosintezu, jer ne sadrže klorofil. Do hrane dolaze sastavljanjem i apsorbiranjem tvari iz svoga okruženja. Razmnožavaju se sporama. Nisu u rodu ni s jednom vrstom koja vrši fotosintezu, ali su zato usko povezane sa životinjama.

## Korisnost biljaka
- Mnogi ljudi kao prehranu koriste žitarice. Ostale biljke koje koristimo u prehrani su voće, povrće, ljekovito bilje i začini. Neke vaskularne biljke kao drveće i grmlje (šikara) imaju važnu ulogu u graditeljstvu kao građevni materijal.
- Veliki broj biljaka se koristi i u dekorativne svrhe, uključujući i mnoge vrste cvijeća.

## Razvoj
Kroz proces fotosinteze, biljke koriste sunčevu energiju, da iz zraka pretvore ugljični dioksid u jednostavni šećer. Taj šećer se tada koristi kao materijal za gradnju i formu komponenti biljke.
Biljke se pouzdaju u tlo kao glavni izvor vode, no isto tako pokušavaju se domoći dušika, fosfora i drugih važnih hranjivih tvari.
Neke vrste biljaka koriste specijalnu obranu kao trn ili bodlje, naprimjer kupine. Po životnom vijeku biljke smo podijelili u 3 skupine:
1. jednogodišnje biljke – žive i razmnožavaju se kroz razdoblje od jedne godine
2. dvogodišnje biljke – žive kroz razdoblje od dvije godine, većinom se razmnožavaju u prvoj godini
3. trajnice – žive više od dvije godine i nastavljaju se razmnožavati tijekom godina

Među vaskularnim biljkama u trajnice se ubraja crnogorično drvo (zimzelen) -- naziv za one biljke koje zadržavaju svoje lišće tokom cijele godine, i bjelogorično drvo (listopadno) – biljke koje gube listove u nekim dijelovima godine: u mjestima gdje vlada umjerena i sjeverna klima većinom zimi, a mnoge tropske biljke gube svoje listove za vrijeme sušne sezone.

## Podjela bilja po biotopu (staništima)
Biljke mogu biti jednogodišnje (anuelne), ili višegodišnje zeljaste (perene), rastu kao grmlje (frutices) i drveće (arbores); listopadne gube lišće u jesen, zimzelene su ljeti bez lišća, a vazdazelene zadržavaju lišće cijele godine.
- Vodene biljke (hidrofiti);
- močvarne biljke (helofiti);
- biljke vlažnih staništa (higrofiti);
- biljke suhih staništa (kserofiti);
- biljke na slanoj podlozi, slanjače (halofiti),  na primjer mrižica (Limonium anfractum), endemična vrsta u jugoistočnom dijelu istočnojadranskoga primorja, kapara (Capparis spinosa), oštri sit (Juncus acutus), primorski sit (Juncus maritimus) i petrovac ili motar (Crithmum maritimum);
- biljke na pijescima pješčarke (psamofiti);
- biljke u pukotinama stijena, pukotinjarke (hazmofiti); primjer su im mnoge endemsleke vrste;
- biljke na sjenovitim mjestima koje traže malo svjetla (skiofiti); primjeri tisa, bukva, grab, jela, jasen;
- biljke na mjestima s puno svjetla (heliofiti).
- freatofiti

## Iskopine (fosili)
Okamine biljaka uključuju korijenje, drvo, listove, sjeme, plodove, pelud, spore i jantar  (smola nastala fosilizacijom biljke). Okamine biljaka su zabilježene u zemlji, riječnim naslagama i u talogu mora. Pelud, spore i alge su korištene za određivanje vremena iz kojeg naslage taloga potječu.
Ostaci fosila biljaka nisu uobičajeni kao fosili životinja, premda su fosili biljaka nađeni u obilju diljem svijeta.
Stariji fosili nekadašnjih biljaka pokazuju pojedine stanice unutar tkiva biljke. Devonski period pokazuje evoluciju, za koju mnogi vjeruju da opisuje prvo suvremeno stablo Archaeopteris.
Ugljen je ostatak okamine biljke, u njemu se vidi detaljna struktura fosilizirane biljke. Ostaci fosila iz vremena Mezozoik: crnogorično drvo, korijenje, stabljike i grane mogu se u izobilju naći u jezerima i priobalnom području uz stijene. Najčešće su to palme i hrastovi.

## Klasifikacija bilja
Biljni svijet podijeljen je na više koljena i razreda koji se po različitim sustavima, različito i označavaju. Najosnovnije među njima su mahovine Bryophyta i Vaskularne biljke Tracheophyta. 

## Divizije, razredi i redovi
- Subregnum Biliphyta Cavalier-Smith 1981
  - Divizija Rhodophyta Wettstein, 1901
    - Poddivizija Cyanidiophytina H.S.Yoon, K.M.Müller, R.G.Sheath, F.D.Ott & D.Bhattacharya, 2006
      - Razred Cyanidiophyceae Merola in Merola, Castaldo, De Luca, Gambarella, Musacchio & Taddei 1981
        - Red Cyanidiales T.Christensen, 1962

    - Poddivizija Eurhodophytina G.W.Saunders & Hommersand
      - Razred Bangiophyceae Wettstein, 1901
        - Red Bangiales Nägeli, 1847

      - Razred Florideophyceae Cronquist, 1960
        - Red Acrochaetiales Feldmann, 1953
        - Red Acrosymphytales R.D.Withall & G.W.Saunders 2007
        - Red Ahnfeltiales Maggs & Pueschel, 1989
        - Red Atractophorales Maggs, L.Le Gall, Filloramo & G.W.Saunders in Saunders & al., 2016
        - Red Balbianiales R.G.Sheath & K.M.Müller, 1999
        - Red Balliales H.-G.Choi, G.T.Kraft, & G.W.Saunders, 2000
        - Red Batrachospermales Pueschel & K.M.Cole, 1982
        - Red Bonnemaisoniales Feldmann & G.Feldmann, 1942
        - Red Catenellopsidales K.R.Dixon, Filloramo & G.W.Saunders in Saunders & al., 2106
        - Red Ceramiales Nägeli, 1847
        - Red Colaconematales J.T.Harper & G.W.Saunders, 2002
        - Red Corallinales P.C.Silva & H.W.Johansen, 1986
        - Red Corallinophycidae ord. incertae sedis
        - Red Corynodactylales G.W.Saunders, Wadland, Salomaki & C.E.Lane, 2019
        - Red Entwisleiales F.J.Scott, G.W.Saunders & Kraft, 2013
        - Red Florideophyceae incertae sedis
        - Red Gelidiales Kylin, 1923
        - Red Gigartinales F.Schmitz in Engler, 1892
        - Red Gracilariales Fredericq & Hommersand, 1989
        - Red Halymeniales G.W.Saunders & Kraft, 1996
        - Red Hapalidiales W.A.Nelson, J.E.Sutherland, T.J.Farr & H.S.Yoon in W.A.Nelson & al., 2015
        - Red Hildenbrandiales Pueschel & K.M.Cole, 1982
        - Red Inkyuleeales Díaz-Tapia & Maggs, 2019
        - Red Nemaliales F.Schmitz in Engler, 1892
        - Red Nemastomatales Kylin, 1925
        - Red Palmariales Guiry & D.E.G.Irvine in Guiry, 1978
        - Red Peyssonneliales Krayesky, Fredericq & J.N.Norris, 2009
        - Red Pihiellales J.M.Huisman, A.R.Sherwood and I.A.Abbott 2003
        - Red Plocamiales G.W.Saunders & Kraft, 1994
        - Red Rhodachlyales G.W.Saunders, S.L.Clayden, J.L.Scott, K.A.West, U.Karsten & J.A.West in J.A. West & al., 2008
        - Red Rhodogorgonales S.Fredericq, J.N.Norris & C.Pueschel, 1995
        - Red Rhodymeniales F.Schmitz in Engler, 1892
        - Red Sebdeniales Withall & G.W.Saunders, 2007
        - Red Sporolithales Le Gall & G.W.Saunders in Le Gall & al., 2010
        - Red Thoreales K.M.Müller, Sheath, A.R.Sherwood & Pueschel in K.M.Müller & al., 2002

    - Poddivizija Proteorhodophytina Muñoz-Gómez, Mejía-Franco, Durnin, Colp, Grisdale, J.M.Archibald & Slamovits, 2017
      - Razred Compsopogonophyceae G.W.Saunders & Hommersand, 2004
        - Red Compsopogonales Skuja, 1939
        - Red Erythropeltales Garbary, G.I.Hansen & Scagel, 1980
        - Red Rhodochaetales Bessey, 1907

      - Razred Porphyridiophyceae M.Shameel, 2001
        - Red Porphyridiales Kylin, 1937

      - Razred Rhodellophyceae Cavalier-Smith, 1998
        - Red Dixoniellales Yokoyama,J.L.Scott, G.C.Zuccarello, M.Kajikawa, Y.Hara & J.A.West, 2009
        - Red Glaucosphaerales E.C.Yang, J.L.Scott, H.S.Yoon & J.A.West in J.L.Scott & al., 2012
        - Red Rhodellales H.S.Yoon, K.M.Müller, R.G.Sheath, F.D.Ott & D.Bhattacharya, 2006

      - Razred Stylonematophyceae H.S.Yoon, K.M.Müller, R.G.Sheath, F.D.Ott & D.Bhattacharya, 2006
        - Red Rufusiales Zuccarello & J.A.West in Zuccarello, J.A.West & Kikuchi 2008.
        - Red Stylonematales K.M.Drew, 1956
- Divizija Anthocerotophyta
  - Razred Anthocerotopsida
    - Red Anthocerotales
    - Red Dendrocerotales
    - Red Notothyladales
    - Red Phymatocerotales

  - Razred Leiosporocerotopsida
    - Red Leiosporocerotales
- 'Koljeno Bryophyta
  - Razred Andreaeopsida
    - Red Andreaeales
    - Red Andreaeobryales

  - Razred Anthocerotopsida
    - Red Anthocerotales
    - Red Dendrocerotales
    - Red Notothyladales
    - Red Phymatocerotales

  - Razred Bryopsida
    - Red Archidiales
    - Red Bryales
    - Red Buxbaumiales
    - Red Dicranales
    - Red Fissidentales
    - Red Funariales
    - Red Grimmiales
    - Red Hookeriales
    - Red Hypnales
    - Red Hypnobryales
    - Red Isobryales
    - Red Leucodontales
    - Red Orthotrichales
    - Red Polytrichales
    - Red Pottiales
    - Red Seligerales
    - Red Tetraphidales

  - Razred Haplomitriopsida
    - Red Calobryales
    - Red Treubiales

  - Razred Jungermanniopsida
    - Red Fossombroniales
    - Red Jungermanniales
    - Red Metzgeriales
    - Red Pallaviciniales
    - Red Pelliales
    - Red Pleuroziales
    - Red Porellales
    - Red Ptilidiales

  - Razred Leiosporocerotopsida
    - Red Leiosporocerotales

  - Razred Marchantiopsida
    - Red Blasiales
    - Red Lunulariales
    - Red Marchantiales
    - Red Neohodgsoniales
    - Red Sphaerocarpales

  - Razred Sphagnopsida
    - Red Sphagnales
- Podcarstvo Glaucoplantae B.Marin & Melkonian in Li & al., 2020
  - Razred Glaucophyceae Bohlin, 1901
    - Red Glaucocystales Bessey 1907
    - Red Gloeochaetales Kies & Kremer 1986
- Podcarstvo Viridiplantae Cavalier-Smith 1981
  - Infracarstvo Chlorophyta Cavalier-Smith 1993
    - Divizija Chlorophyta Reichenbach, 1834
      - Poddivizija Chlorophytina Cavalier-Smith, 1998
        - Razred Chlorodendrophyceae Massjuk, 2006
          - Red Chlorodendrales Melkonian, 1990

        - Razred Chlorophyceae Wille in Warming, 1884
          - Red Chaetopeltidales C.J.O'Kelly, Shin Watanabe, & G.L.Floyd
          - Red Chaetophorales Wille, 1901
          - Red Chlamydomonadales F.E.Fritsch in G.S.West & Fritsch, 1927
          - Red Chlorophyceae incertae sedis
          - Red Oedogoniales Heering, 1914
          - Red Sphaeropleales Luerssen 1877

        - Razred Pedinophyceae Moestrup, 1991
          - Red Marsupiomonadales Marin, 2012
          - Red Pedinomonadales Moestrup, 1991
          - Red Scourfieldiales Moestrup, 1991

        - Razred Trebouxiophyceae Friedl 1995
          - Red Chlorellales Bold & M.J.Wynne, 1985
          - Red Microthamniales M.Melkonian 1990
          - Red Phyllosiphonales F.E. Round, 1971
          - Red Prasiolales Schaffner, 1922
          - Red Trebouxiales Friedl 1995
          - Red Trebouxiophyceae ordo incertae sedis

        - Razred Ulvophyceae K.R.Mattox & K.D.Stewart, 1984
          - Red Bryopsidales J.H.Schaffner, 1922
          - Red Chlorocystidales Kornmann & Sahling, 1983
          - Red Cladophorales Haeckel, 1894
          - Red Dasycladales Pascher, 1931
          - Red Ignatiales Leliaert & Škaloud in Škaloud & al., 2018
          - Red Oltmannsiellopsidales T.Nakayama, Shin Watanabe & I.Inouye, 1996
          - Red Scotinosphaerales Skaloud, Kalina, Nemjová, De Clerck & Leliaert, 2013
          - Red Trentepohliales Chadefaud ex R.H.Thompson & D.E.Wujek, 1997
          - Red Ulotrichales Borzì, 1895
          - Red Ulvales Blackman & Tansley, 1902
          - Red Ulvophyceae incertae sedis

      - Poddivizija Prasinophytina Round, 1963
        - Razred Mamiellophyceae Marin & Melkonian, 2010
          - Red Dolichomastigales Marin & Melkonian, 2010
          - Red Mamiellales Moestrup, 1984
          - Red Monomastigales R.E. Norris ex Melkonian & Marin 2010

        - Razred Nephroselmidophyceae T.Nakayama, S.Suda, M.Kawachi & I.Inouye, 2007
          - Red Nephroselmidales T.Nakayama, S.Suda, M.Kawachi & I.Inouye, 2007

        - Razred Pyramimonadophyceae Moestrup & Daugbjerg in Daugbjerg & al., 2019
          - Red Pseudoscourfieldiales Melkonian 1990
          - Red Pyramimonadales Chadefaud, 1950

      - Razred Picocystophyceae Eikrem & Lopes dos Santos in Lopes dos Santos & al., 2017
        - Red Picocystales Eikrem & Lopes dos Santos in Lopes dos Santos & al., 2017

  - Infracarstvo Streptophyta Cavalier-Smith in Lewin, 1993
    - Divizija Charophyta Migula, 1889
      - Razred Charophyceae Rabenhorst, 1863
        - Red Charales Dumortier, 1829
        - Red Charophyceae ordo incertae sedis

      - Razred Chlorokybophyceae K.Bremer, 1985
        - Red Chlorokybales C.E.Rogers, K.R.Mattox & K.D.Stewart, 1980

      - Razred Coleochaetophyceae C.Jeffrey, 1982
        - Red Chaetosphaeridiales Marin & Melkonian, 1999
        - Red Coleochaetales Chadefaud 1960

      - Razred Klebsormidiophyceae C.Hoek, D.G.Mann & H.M.Jahns, 1995
        - Red Klebsormidiales K.D.Stewart & K.R.Mattox, 1975

      - Razred Mesostigmatophyceae Marin & Melkonian, 1999
        - Red Mesostigmatales Marin & Melkonian, 1999

      - Razred Zygnematophyceae Round ex Guiry, 2013
        - Red Desmidiales C.E.Bessey, 1907
        - Red Spirogloeales Melkonian, Gontcharov & Marin, 2019
        - Red Zygnematales C.E.Bessey, 1907

  - Divizija Prasinodermatophyta B.Marin & M.Melkonian in Li & al., 2020
    - Razred Palmophyllophyceae Leliaert et al., 2016
      - Red Palmophyllales Zechman et al., 2010
      - Red Prasinococcales Guillou et al. in Leliaert & al., 2016

    - Razred Prasinodermatophyceae B.Marin & Melkonian in Li & al. 2020
      - Red Prasinodermatales B.Marin & Melkonian in Li & al., 2020
- Divizija Tracheophyta Sinnott ex Cavalier-Smith 1998
  - Razred Cycadopsida
    - Red Cycadales

  - Razred Equisetopsida
    - Red Equisetales

  - Razred Ginkgoopsida
    - Red Ginkgoales

  - Razred Gnetopsida
    - Red Ephedrales
    - Red Gnetales
    - Red Welwitschiales

  - Razred Liliopsida
    - Red Acorales
    - Red Alismatales
    - Red Arecales
    - Red Asparagales
    - Red Commelinales
    - Red Dioscoreales
    - Red Liliales
    - Red Pandanales
    - Red Petrosaviales
    - Red Poales
    - Red Zingiberales

  - Razred Lycopodiopsida
    - Red Isoetales
    - Red Lycopodiales
    - Red Selaginellales

  - Razred Magnoliopsida
    - Red Amborellales
    - Red Apiales
    - Red Aquifoliales
    - Red Asterales
    - Red Austrobaileyales
    - Red Berberidopsidales
    - Red Boraginales
    - Red Brassicales
    - Red Bruniales
    - Red Buxales
    - Red Canellales
    - Red Caryophyllales
    - Red Celastrales
    - Red Ceratophyllales
    - Red Chloranthales
    - Red Cornales
    - Red Crossosomatales
    - Red Cucurbitales
    - Red Dilleniales
    - Red Dipsacales
    - Red Ericales
    - Red Escalloniales
    - Red Fabales
    - Red Fagales
    - Red Garryales
    - Red Gentianales
    - Red Geraniales
    - Red Gunnerales
    - Red Huerteales
    - Red Icacinales
    - Red Lamiales
    - Red Laurales
    - Red Magnoliales
    - Red Malpighiales
    - Red Malvales
    - Red Metteniusales
    - Red Myrtales
    - Red Nymphaeales
    - Red Oxalidales
    - Red Paracryphiales
    - Red Picramniales
    - Red Piperales
    - Red Proteales
    - Red Ranunculales
    - Red Rosales
    - Red Santalales
    - Red Sapindales
    - Red Saxifragales
    - Red Solanales
    - Red Trochodendrales
    - Red Vahliales
    - Red Vitales
    - Red Zygophyllales

  - Razred Marattiopsida
    - Red Marattiales

  - Razred Pinopsida
    - Red Pinales

  - Razred Polypodiopsida
    - Red Cyatheales
    - Red Gleicheniales
    - Red Hymenophyllales
    - Red Osmundales
    - Red Polypodiales
    - Red Salviniales
    - Red Schizaeales

  - Razred Psilotopsida
    - Red Ophioglossales
    - Red Psilotales

## Popis svih porodica
Vidi

## Rodovi:
- Vidi